# Parque nacional La Mauricie
El Parque Nacional la Mauricie (en francés, Parc National de la Mauricie) es un parque nacional de Canadá situado en las montañas Laurentides Mauricie en la provincia de Quebec. El parque contiene 150 lagos y numerosos estanques. Los bosques en esta región se han registrado desde la mitad del siglo XIX a principios del siglo XX.
La vida silvestre en el parque incluye alces, osos negros, castores y nutrias y también un pequeño número de tortugas de madera, poco frecuente en Canadá. El parque es un popular lugar para acampar, canotaje y practicar kayak.